# Eurithia consobrina
Eurithia consobrina är en tvåvingeart som först beskrevs av Johann Wilhelm Meigen 1824.  Eurithia consobrina ingår i släktet Eurithia och familjen parasitflugor. Arten är reproducerande i Sverige. Inga underarter finns listade i Catalogue of Life.